# Giżałki
Giżałki (do 1945 r. niem. Gissolk) – mała osada śródleśna w Polsce położona w województwie zachodniopomorskim, w powiecie białogardzkim, w gminie Tychowo. W latach 1975–1998 osada należała do województwa koszalińskiego. Według danych UM, na dzień 31 grudnia 2014 roku osada miała 12 stałych mieszkańców. Osada wchodzi w skład sołectwa Warnino.
Osada leży ok. 2 km na północ od Warnina.
W osadzie znajduje się staw, w którym żerują i gniazdują łabędzie.